# Cobaltlotharmeyerite
La cobaltlotharmeyerite è un minerale.

## Etimologia
Il nome deriva dalla composizione chimica, per l'abbondanza di cobalto, ed è in onore del chimico tedesco Julius Lothar Meyer (1830-1895), che ha sviluppato idee per la tavola periodica degli elementi.